# Омоло, Джоханна
Джоханна Очиенг Омоло (англ. Johanna Ochieng Omolo; род. 31 июля 1989, Найроби) — кенийский футболист, полузащитник турецкого клуба «Остенде». Выступал за национальную сборную Кении.

## Клубная карьера
Начинал заниматься футболом в Найроби, где его заметили селекционеры бельгийского клуба «Визе», в который он перебрался в 2007 году.
В 2009 году подписал контракт с футбольным клубом «Фола», представлявшим чемпионат Люксембурга. Дебютировал в команде 2 августа 2009 года в игре с «Ф91 Дюделанж». Кениец вышел в стартовом составе и заработал жёлтую карточку. 25 октября забил первый гол за клуб. В матче против «Мондерканж» он открыл счёт на 27-й минуте, что принесло его команде ничью 1:1. За два сезона в «Фоле» Омоло принял участие в 46 матчах, забив в них 7 мячей.
Летом 2011 года он вернулся в Бельгию, заключив соглашение с «Беерсхотом», выступавшим в Лиге Жюпиле. Дебютировал в его составе 30 июля в первом туре нового чемпионата. В игре с «Генком» Омоло вышел на поле на 69-й минуте вместо Рои Даяна. Сыграв всего 5 матчей в основном составе, в следующем сезоне кениец отправился в аренду в «Ломмел», по окончании которой клуб выкупил трансфер футболиста. Затем были три сезона в «Антверпене».
В июле 2017 года перешёл в «Серкль Брюгге», подписав контракт на два года. Дебютировал в команде 6 августа в матче с «Вестерло». Джоханна вышел в стартовом составе и провёл на поле все 90 минут. 7 октября забил свой первый гол за клуб, отличившись уже на второй минуте матча с «Беерсхот-Вилрейком». По итогам сезона команда заняла первое место и вернулась в Лигу Жюпиле.
14 января 2021 года покинул «Серкль Брюгге» и перебрался в чемпионат Турции, став игроком «Эрзурумспора».

## Карьера в сборных
В составе национальной сборной Кении дебютировал 9 февраля 2011 года в товарищеской игре с Южной Африки. Омоло вышел в стартовом составе и провёл на поле всю встречу.

## Достижения
«Серкль Брюгге»
- Победитель Первого дивизиона Бельгии: 2016/17